# Troszkowo
Troszkowo (niem. Klackendorf) – wieś w Polsce położona w województwie warmińsko-mazurskim, powiecie bartoszyckim, gminie Bisztynek.
W latach 1975–1998 miejscowość administracyjnie należała do województwa olsztyńskiego.